# AEW International Championship
AEW International Championship – tytuł mistrzowski wrestlingu promowany przez amerykańską federację All Elite Wrestling (AEW). Odsłonięty 8 czerwca 2022 roku, jest drugorzędnym mistrzostwem w federacji. Tytuł powstał, by reprezentować fanów AEW z całego świata, bez szczególnego skupienia się na Oceanie Atlantyckim i otaczających go krajach. Unikalnym aspektem mistrzostw jest to, że w przeciwieństwie do innych tytułów AEW, które są prawie wyłącznie bronione w programach AEW, International Championship jest również bronione w innych federacjach na całym świecie. Inauguracyjnym mistrzem był Pac.

## Historia
8 czerwca 2022 roku w odcinku Dynamite, amerykańska federacja wrestlingu All Elite Wrestling (AEW) ujawniła AEW All-Atlantic Championship jako drugorzędne mistrzostwo dla męskiej dywizji. Mimo że nazwa pozornie skupia się na krajach wokół Atlantyku, firma ogłosiła, że mistrzostwo „reprezentuje fanów AEW oglądających na całym świecie w ponad 130 krajach”. Inauguracyjny mistrz został ukoronowany w czteroosobowym meczu, który odbył się 26 czerwca podczas gali pay-per-view AEW x NJPW: Forbidden Door, który był produkowany razem z japońską federacją New Japan Pro-Wrestling (NJPW). Aby wyłonić zawodników w czteroosobowej walce, odbyło się sześć walk kwalifikacyjnych. Trzech z nich obejmowało zapaśników z AEW, a trzech zwycięzców awansowało do walki. Pozostałe trzy walki kwalifikacyjne odbyły się pomiędzy czterema zapaśnikami z NJPW w trybie turnieju pojedynczej eliminacji. Zwycięzcy wstępnych kwalifikacji NJPW zmierzyli się, a zwycięzca tej walki awansował do Four-Way matchu na Forbidden Door. Po stronie AEW, Pac, Miro i Malakai Black wygrali kwalifikacje; po stronie NJPW Tomohiro Ishii zakwalifikował się, ale doznał kontuzji lewego kolana i musiał zostać zastąpiony przez przegranego walki z Ishiim, Clarka Connorsa. Na Forbidden Door Pac został inauguracyjnym mistrzem, poddając Connorsa.
W wywiadzie dla Robbiego Foxa w podcaście My Mom's Basement, prezes AEW Tony Khan potwierdził, że mistrzostwo będzie bronione inaczej niż inne tytuły federacji. Posiadacze All-Atlantic Championship bronią tytułu na całym świecie w innych promocjach, oprócz AEW. Ten wywiad pojawił się wkrótce po tym, jak Pac obronił tytuł przeciwko Shota Umino na gali Revolution Pro Wrestling, która została później pokazana w programie AEW na YouTube, Dark, 12 lipca.

### Inauguracyjny turniej
|  | Eliminacje wstępne New Japan Road (20 czerwca 2022) | Eliminacje wstępne New Japan Road (20 czerwca 2022) |  |  | Eliminacje Dynamite (8, 15 i 22 czerwca 2022) New Japan Road (21 czerwca 2022) | Eliminacje Dynamite (8, 15 i 22 czerwca 2022) New Japan Road (21 czerwca 2022) |               |       | Finał Forbidden Door (26 czerwca 2022) | Finał Forbidden Door (26 czerwca 2022) |  |
|  |                                                     |                                                     |  |  |                                                                                |                                                                                |               |       |                                        |                                        |  |
|  |                                                     |                                                     |  |  | Buddy Matthews                                                                 | 10:32                                                                          |               |       |                                        |                                        |  |
|  |                                                     |                                                     |  |  | Pac                                                                            | Pin                                                                            |               |       |                                        |                                        |  |
|  |                                                     |                                                     |  |  | Pac                                                                            | Pin                                                                            |               |       |                                        |                                        |  |
|  |                                                     |                                                     |  |  |                                                                                |                                                                                |               |       |                                        |                                        |  |
|  |                                                     |                                                     |  |  |                                                                                |                                                                                |               |       |                                        |                                        |  |
|  |                                                     |                                                     |  |  | Ethan Page                                                                     | 9:25                                                                           |               |       |                                        |                                        |  |
|  |                                                     |                                                     |  |  | Ethan Page                                                                     | 9:25                                                                           |               |       |                                        |                                        |  |
|  |                                                     |                                                     |  |  | Miro                                                                           | Sub                                                                            |               | Pac   | Sub                                    |                                        |  |
|  |                                                     |                                                     |  |  |                                                                                |                                                                                | Miro          | 15:05 |                                        |                                        |  |
|  |                                                     |                                                     |  |  |                                                                                |                                                                                | Malakai Black | 15:05 |                                        |                                        |  |
|  |                                                     |                                                     |  |  | Penta Oscuro                                                                   | 9:49                                                                           | Clark Connors | 15:05 |                                        |                                        |  |
|  |                                                     |                                                     |  |  | Malakai Black                                                                  | Pin                                                                            |               |       |                                        |                                        |  |
|  |                                                     |                                                     |  |  | Malakai Black                                                                  | Pin                                                                            |               |       |                                        |                                        |  |
|  |                                                     |                                                     |  |  |                                                                                |                                                                                |               |       |                                        |                                        |  |
|  |                                                     |                                                     |  |  |                                                                                |                                                                                |               |       |                                        |                                        |  |
|  | Tomoaki Honma                                       | 11:29                                               |  |  |                                                                                |                                                                                |               |       |                                        |                                        |  |
|  | Tomoaki Honma                                       | 11:29                                               |  |  |                                                                                |                                                                                |               |       |                                        |                                        |  |
|  | Clark Connors                                       | Pin                                                 |  |  |                                                                                |                                                                                |               |       |                                        |                                        |  |
|  |                                                     |                                                     |  |  | Clark Connors                                                                  | 13:21                                                                          |               |       |                                        |                                        |  |
|  |                                                     |                                                     |  |  | Tomohiro Ishii                                                                 | Pin                                                                            |               |       |                                        |                                        |  |
|  | Tomohiro Ishii                                      | Pin                                                 |  |  | Tomohiro Ishii                                                                 | Pin                                                                            |               |       |                                        |                                        |  |
|  | Tomohiro Ishii                                      | Pin                                                 |  |  |                                                                                |                                                                                |               |       |                                        |                                        |  |
|  | Yoshinobu Kanemaru                                  | 19:01                                               |  |  |                                                                                |                                                                                |               |       |                                        |                                        |  |

1. ↑  Connors zastąpił Ishiiego który został medycznie niedopuszczony[8].

## Wygląd pasa
Ron Edwardsen z Red Leather Belts zaprojektował mistrzowski pas. W górnej części środkowej płytki znajduje się logo AEW, natomiast pośrodku płytki znajduje się kula ziemska z flagami reprezentującymi sześć krajów: Meksyk, Chiny, Wielką Brytanię, Stany Zjednoczone, Kanadę i Japonię. Pierwotnie baner nad globusem brzmiał „All-Atlantic”, ale zmieniono go na „International” wraz ze zmianą nazwy mistrzostwa 15 marca 2023 roku. Inny baner pod globusem brzmi „Champion”. Po obu stronach globu stoją stojące lwy. Po obu stronach płyty środkowej znajdują się dwie płyty boczne. Wewnętrzne płyty boczne zawierają logo AEW nad kulą ziemską, natomiast zewnętrzne płyty boczne przedstawiają dwóch walczących zapaśników. Filigran wypełnia resztę każdej płyty.

### Niestandardowy projekt
Podczas Dynamite: Blood & Guts 24 lipca 2024 roku, panujący mistrz MJF wyrzucił standardową wersję pasa mistrzowskiego. Następnie przedstawił własną, niestandardową wersję, którą nieoficjalnie przemianował na AEW American Championship. Ma ogólnie taki sam wygląd jak wersja standardowa, ale pasek jest pomalowany jak flaga amerykańska, kula ziemska pośrodku została zastąpiona sąsiadującymi Stanami Zjednoczonymi, również pomalowanymi jak flaga amerykańska, a na górnym banerze widnieje napis „American” zamiast „International”. Dodatkowo dwie wewnętrzne tabliczki boczne kpią z Wielkiej Brytanii, a także pochodzącego z Wielkiej Brytanii Willa Ospreaya, którego MJF pokonał, aby zdobyć tytuł, jak na jednej z tabliczek bocznych widnieje napis „Better Than You and the UK Knows It” (z flagą Wielkiej Brytanii zamiast Wielkiej Brytanii napisane w tekście), gra sloganu MJF-a, a na drugiej bocznej tabliczce widnieje napis „Tylko kraj, który ma znaczenie”, przy czym każdy tekst jest napisany w kolorze czerwonym, białym i niebieskim. Logo AEW na każdej płycie zostało również zastąpione przez „MJF”.

## Panowania
Na stan z 19 sierpnia 2025, wyróżnienie posiadało 7 zawodników, Pac jest inauguracyjnym mistrzem. Najmłodszym mistrzem jest MJF, który wygrał mistrzostwo w wieku 28 lat. Orange Cassidy jest najdłużej panującym mistrzem z wynikiem 326 dni. Roderick Strong wygrał mistrzostwo w wieku 40 lat, będąc najstarszym posiadaczem tytułu mistrzowskiego.
Obecnym mistrzem jest Kazuchika Okada, który jest w swoim pierwszym panowaniu. Pokonał poprzedniego mistrza Kenny’ego Omegę w Winner Takes All matchu unifikującego AEW Continental Championship i AEW International Championship w AEW Unified Championship na All In, 12 lipca 2025.
| Nr        | Ogólny numer panowania                                       |
| Panowanie | Liczba panowań konkretnego mistrza                           |
| Dni       | Liczba dni panowania                                         |
| +         | Oznacza, że liczba dni w posiadaniu wzrasta z kolejnym dniem |

| Nr | Mistrz             | Zmiana mistrza            | Zmiana mistrza          | Zmiana mistrza        | Statystyki panowania | Statystyki panowania | Notka | Odn.   |
| Nr | Mistrz             | Data                      | Gala                    | Miejsce               | Panowanie            | Dni                  | Notka | Odn.   |
| -- | ------------------ | ------------------------- | ----------------------- | --------------------- | -------------------- | -------------------- | --- | ------ |
| 1  | Pac                | 26 czerwca 2022(dts)      | Forbidden Door          | Chicago, IL           | 1                    | 108                  | Pokonał Clarka Connorsa, Miro i Malakai Blacka w Four-way matchu w finale turnieju, stając się inauguracyjnym mistrzem.                            | [ 9 ]  |
| 2  | Orange Cassidy     | 12 października 2022(dts) | Dynamite                | Toronto, ON, Kanada   | 1                    | 326                  | 15 marca 2023 roku zmieniono nazwę tytułu na AEW International Championship.                                                                       | [ 14 ] |
| 3  | Jon Moxley         | 3 września 2023(dts)      | All Out                 | Chicago, IL           | 1                    | 17                   | | [ 15 ] |
| 4  | Rey Fenix          | 20 września 2023(dts)     | Dynamite: Grand Slam    | Flushing, Queens, NY  | 1                    | 20                   | | [ 16 ] |
| 5  | Orange Cassidy     | 10 października 2023(dts) | Dynamite: Title Tuesday | Independence, MI      | 2                    | 145                  | | [ 17 ] |
| 6  | Roderick Strong    | 3 marca 2024(dts)         | Revolution              | Greensboro, NC        | 1                    | 84                   | | [ 18 ] |
| 7  | Will Ospreay       | 26 maja 2024(dts)         | Double or Nothing       | Paradise, NV          | 1                    | 52                   | | [ 19 ] |
| 8  | MJF                | 17 lipca 2024(dts)        | Dynamite: 250           | North Little Rock, AR | 1                    | 39                   | Podczas tego panowania MJF nieoficjalnie zmienił nazwę tytułu na AEW American Championship.                                                        | [ 20 ] |
| 9  | Will Ospreay       | 25 sierpnia 2024(dts)     | All In                  | Londyn, Anglia        | 2                    | 48                   | | [ 21 ] |
| 10 | Konosuke Takeshita | 12 października 2024(dts) | WrestleDream            | Tacoma, WA            | 1                    | 148                  | Był to Three-way match, w którym brał również udział Ricochet.                                                                                     | [ 22 ] |
| 11 | Kenny Omega        | 9 marca 2025(dts)         | Revolution              | Los Angeles, CA       | 1                    | 163+                 | | [ 23 ] |
| 12 | Kazuchika Okada    | 12 lipca 2025(dts)        | All In                  | Arlington, TX         | 1                    | 38+                  | Był to Winner Takes All match, w którym Okada bronił również AEW Continental Championship, a także stał się inauguracyjnym AEW Unified Championem. | [ 13 ] |

## Łączna liczba panowań
Stan na 19 sierpnia 2025
| † | Oznacza obecnego mistrza |

| Miejsce | Mistrz             | Liczba panowań | Łączna liczba dni |
| ------- | ------------------ | -------------- | ----------------- |
| 1       | Orange Cassidy     | 2              | 471               |
| 2       | Konosuke Takeshita | 1              | 148               |
| 3       | Kenny Omega        | 1              | 125               |
| 4       | Pac                | 1              | 108               |
| 5       | Will Ospreay       | 2              | 100               |
| 6       | Roderick Strong    | 1              | 84                |
| 7       | MJF                | 1              | 39                |
| 8       | Rey Fenix          | 1              | 20                |
| 9       | Kazuchika Okada †  | 1              | 38+               |
| 10      | Jon Moxley         | 1              | 17                |